# Asilus melanotrichus
Asilus melanotrichus är en tvåvingeart som beskrevs av Brulle 1833. Asilus melanotrichus ingår i släktet Asilus och familjen rovflugor.
Artens utbredningsområde är Grekland. Inga underarter finns listade i Catalogue of Life.